# Raffaele Rubattino (Schiff)
Die Raffaele Rubattino ist ein RoPax-Schiff der italienischen Reederei Tirrenia.

## Geschichte
Die Fähre wurde für Tirrenia von der italienischen Werft Cantiere Navale Ferrari gebaut. Die Kiellegung des Schiffes erfolgte am 20. August 1997, der Stapellauf am 18. August 1998. Das Schiff wurde am 18. Oktober 2000 abgeliefert und anschließend in Dienst gestellt. Seitdem bedient sie die Route zwischen Neapel und Palermo.

## Ausstattung
An Bord der Raffaele Rubattino gibt es verschiedene Restaurants und Vergnügungsmöglichkeiten, wie zum Beispiel ein Kino.
Ebenfalls bietet das Schiff Kabinen und Schlafsessel für die Unterbringung der Passagiere.